# Carlinhos (Fußballspieler, Juni 1994)
Carlinhos, bürgerlich Carlos Vinícius Santos de Jesús (* 22. Juni 1994 in Camacan, Bahia), ist ein brasilianischer Fußballspieler, der aktuell als Stürmer eingesetzt wird.

## Karriere
Carlinhos begann mit dem Fußballspielen beim brasilianischen Klub Desportivo Brasil. Dort schaffte er dann im Jahr 2011 schon den Sprung in den Kader der ersten Mannschaft.
Anfang Mai 2012 weilte Carlinhos nach dem Saisonende als Gastspieler beim Regenerations-Trainingslager des deutschen Bundesligisten Bayer 04 Leverkusen auf Norderney. Dort kam er dann auch in zwei Testspielen zum Einsatz und erzielte ein Tor. Ende Juni 2012 gab dann Bayer Leverkusen die Verpflichtung von Carlinhos bekannt. Er wurde für eine Leihgebühr in Höhe von 100.000 Euro für ein Jahr ausgeliehen. Außerdem sicherte sich der Klub ein Vorkaufsrecht. Erst am 4. November 2012, dem 10. Spieltag der Saison 2012/13, stand Carlinhos das erste Mal im Bundesliga-Kader für das Heimspiel gegen Fortuna Düsseldorf (3:2), wurde jedoch nicht eingesetzt. Vier Tage später kam er jedoch am 4. Spieltag der Gruppenphase der Europa League 2012/13 zu seinem ersten Einsatz für Bayer Leverkusen, als er im Heimspiel gegen SK Rapid Wien (3:0) in der 74. Minute für Dani Carvajal eingewechselt wurde.
Im Januar 2013 wurde Carlinhos bis zum Saisonende 2012/13 an den Zweitligisten SSV Jahn Regensburg weiterverliehen. Seine erste Partie absolvierte Carlinhos bei der 1:5-Niederlage gegen Hertha BSC.
Im Sommer 2013 endeten beide Leihgeschäfte. Er wurde dabei vorrangig als rechter Außenverteidiger eingesetzt, kann aber auch als defensiver Mittelfeldspieler agieren.
Carlinhos kehrte nun zurück nach Atletico Monte Azul in Brasilien. Er bestritt für diesen Club jedoch kein Spiel, sondern wurde nacheinander zu den Schweizer Clubs FC Aarau, FC Thun und zu dem portugiesischen Club GD Estoril Praia ausgeliehen.
Seit der Saison 2017/18 spielt Carlinhos bei Standard Lüttich. In der Saison 2018/19 ist er dort als Stürmer im Kader aufgeführt.
Im Januar 2019 wurde er für ein halbes Jahr an den brasilianischen Club Guarani FC ausgeliehen. Für diesen bestritt er sechs Spiele. Nach seiner Rückkehr erfolgte eine Ausleihe für die Saison 2019/20 mit anschließender Kaufoption an den in der obersten portugiesischen Liga spielenden Vitória Setúbal. Für Setúbal bestritt er 30 von 34 möglichen Ligaspielen, in denen er vier Tore schoss, sowie vier Spiele im Ligapokal und zwei im Pokal. Da von der Kaufoption kein Gebrauch gemacht wurde, kehrte Carlinhos zur Saison 2020/21 zunächst zu Standard zurück.
Mitte August 2020 wechselte er nach Brasilien zum Erstligisten CR Vasco da Gama, wo er einen Vertrag mit einer Laufzeit von zwei Jahren unterschrieb. In der Saison 2020 bestritt er 28 von 38 möglichen Ligaspielen, in denen er ein Tor schoss, sowie zwei Pokalspiele und vier in der Copa Sudamericana. In der folgenden Saison kam er zu fünf Spielen in der Staatsmeisterschaft mit einem geschossenen Tor. Im Mai 2021 wurde sein Vertrag im gegenseitigen Einvernehmen aufgelöst.
Nach kurzer Zeit ohne Vertrag kehrte er Mitte Juli 2021 nach Portugal zurück und unterschrieb dort bei Portimonense SC einen Vertrag mit einer Laufzeit von zwei Jahren, der im April 2023 um weitere zwei Jahre verlängert wurde. In seiner ersten Saison bestritt er 31 von 34 möglichen Ligaspielen für Portimonense sowie vier Spiele im Pokal und zwei im Ligapokal.
Wegen einer Kreuzbandverletzung fiel er vom letzten Spieltag der Saison 2021/22 Mitte Mai 2022 bis Mitte März 2023 aus.

## Erfolge
- belgischer Pokalsieger: 2018

## Verfilmung
Das Leben von Carlinhos wurde im Dokumentarfilm Mata Mata festgehalten.